# Martin Dalsass
Martin Dalsass (* 2. Oktober 1956 in Deutschnofen, Südtirol) ist ein italienischer Koch und Fachbuchautor, auch der Olivenöl-Papst der Schweiz genannt.

## Werdegang
Martin Dalsass absolvierte seine Ausbildung zum Koch im Hotel Laurin in Bozen. Von 1980 an war er fünf Jahre lang Küchenchef im Hotel Bellevue in Gstaad. 1985 eröffnete er das Restaurant Santabbondio in Sorengo bei Lugano, das mit einem Michelinstern und 18 Punkten im Gault Millau ausgezeichnet wurde. Von 2006 bis 2010 war er zusätzlich Ratgeber im Restaurant Chlösterli in Gstaad. 
Im Herbst 2011 übernahm er, nach einer längeren Umbauphase, zusammen mit seiner Frau das Restaurant Talvo in Champfèr (GR) (18 Punkte im Gault Millau und  1 Sterne im Guide Michelin).

## Auszeichnungen
- 1 Stern im Guide Michelin
- 18 Punkte im Gault Millau
- 86 Punkte im Gambero Rosso
- Aufsteiger des Jahres 1996
- Koch des Jahres 2001

## Persönliches
Martin Dalsass ist verheiratet und hat zwei Söhne.

## Publikationen
2007 veröffentlichte er zusammen mit Philipp Notter ein Fachbuch über Olivenöle.
- Olivenöl: Schmecken, testen & genießen. 1. Aufl. Verlag Hädecke, 2007, ISBN 978-3-7750-0518-0.